# Friedrich Freytag
Friedrich Wilhelm Bernhard Freytag (* 28. August 1853 in Wittenberg; † 1. Mai 1920 in Chemnitz) war ein deutscher Ingenieur und Hochschullehrer.

## Leben
Friedrich Freytag war der Sohn des Hauptsteueramtsassistenten Friedrich Wilhelm Bernhard Freytag und seiner Frau Louise Magdalene, geborene Eschrich. Nach dem Besuch der Bürgerschule in Cönnern ging er auf das Gymnasium in Torgau. Im Anschluss besuchte er für zweieinhalb Jahre die Provinzialgewerbschule in Halle. Nach der Schulausbildung war Freytag ab 1868 praktisch tätig und arbeitete unter anderem im Konstruktionsbüro der Stettiner Maschinenbau Aktiengesellschaft Vulkan. Von 1874 bis 1877 arbeitete er als Konstrukteur bei der Aktiengesellschaft für Lokomotivbau Hohenzollern in Düsseldorf. Im Anschluss daran studierte er vom Oktober 1877 bis September 1879 Maschinenbau am Großherzoglichen Badischen Polytechnikum in Karlsruhe. Nach seinem Studium arbeitete er bis Mai 1882 für die Aachen-Jülicher Eisenbahngesellschaft zu Aachen. Im Juli 1882 wurde er Hilfsingenieur an der Chemnitzer Maschinenhauptverwaltung der Sächsischen Staatseisenbahn und trat im April des Folgejahres die Stelle eines Hauptlehrers für Mechanische Technik an der Werkmeisterschule in Chemnitz an. 1896 wurde er als Professor berufen. Im Mai 1908 erhielt er das Ritterkreuz des Albrechtsordens. Im April 1912 wurde ihm der Titel Baurat verliehen, dem im Dezember 1916 der des Oberbaurats folgte. Zum Jahreswechsel 1916/1917 ging er aus gesundheitlichen Gründen in den Ruhestand.
Friedrich Freytag trat 1883 dem Verein Deutscher Ingenieure (VDI) und dem sächsischen Bezirksverein des VDI bei. Er war Mitbegründer des Chemnitzer Bezirksvereins des VDI bei dessen Wiedergründung 1886. Dieser ernannte ihn zu seinem Ehrenmitglied. Er war ebenfalls Ehrenmitglied des Chemnitzer Vereins der Maschinisten und Heizer, dessen Fachorgan er mehrere Jahre leitete.
Friedrich Freytag war seit 1887 mit Anna Clara, geborene Patzsch, verheiratet. Ihre Tochter Johanne Louise Anna wurde 1883 geboren, ihr Sohn Walther Friedrich Wilhelm  1890.